# لوك براتان
لوك براتان (بالإنجليزية: Nathan Brattan) (8 مارس 1990 بكينغستون أبون هال في المملكة المتحدة - ) هو لاعب كرة قدم أسترالي في مركز الوسط. شارك مع منتخب أستراليا تحت 20 سنة لكرة القدم. أما مع النوادي، فقد لعب مع بولتون واندررز ومانشستر سيتي ونادي بريزبان رور.

## وصلات خارجية
- لوك براتان على موقع قاعدة بيانات كرة القدم.إي يو (الإنجليزية)
- لوك براتان على موقع Soccerbase.com (لاعب) (الإنجليزية)
- لوك براتان على موقع Soccerway.com (الإنجليزية)
- لوك براتان على موقع عالم كرة القدم.نت (الإنجليزية)